# Абрикосов, Алексей Иванович (предприниматель)
Алексе́й Ива́нович Абрико́сов (20 февраля [3 марта] 1824 — 31 января [13 февраля] 1904) — русский предприниматель, фабрикант, основавший во второй половине XIX века «Фабрично-торговое товарищество А. И. Абрикосова Сыновей» (ныне концерн «Бабаевский»), а также владевший кондитерскими и чайными магазинами в Москве, Поставщик Двора Его Императорского Величества, председатель совета Учётного Банка, действительный статский советник.

## Биография
Внук кондитера Степана Николаева, основателя династии, приехавшего в Москву из Пензенской губернии на заработки в возрасте 64 лет; его потомки приняли фамилию Абрикосовы.
Алексей Иванович обучался в Практической академии коммерческих наук, однако курса не окончил. Впоследствии в течение всей жизни жертвовал на развитие академии. Работал по найму, с 1847 года — самостоятельный предприниматель. В 1849 году женился на Агриппине Александровне Мусатовой, дочери московского парфюмерного и кондитерского фабриканта. Пять тысяч рублей приданого послужили начальным капиталом кондитерского предприятия Абрикосова. Алексей Иванович и Агриппина Александровна имели 22 ребёнка — 10 сыновей и 12 дочерей, 17 из них дожили до преклонного возраста.
Весной 1879 года торговый дом «А. И. Абрикосова Сыновья» приобрёл на Малой Красносельской улице в Сокольниках земельный участок площадью 4 гектара, а в 1878 загородную дачу в Симферополе, где были построены кондитерские фабрики. В 1880 году было учреждено «Фабрично-торговое товарищество А. И. Абрикосова Сыновей». Фабрика товарищества к началу XX века представляла собой огромное по тем временам предприятие (1900 работников), где производилось около четырёх тысяч тонн карамели, конфет, шоколада и бисквитов в год. В 1899 году товариществу было пожаловано почётное звание «Поставщик Двора его Императорского Величества».
Для своих внуков Алексей Иванович и Агриппина Александровна построили усадьбу под Москвой, которую так и называли — Внуково. Согласно одной из версий, усадьба впоследствии дала название одноимённому посёлку, району Москвы и крупному столичному аэропорту «Внуково».
С 1883 года — учредитель и директор чайной торговли «Братья К. и С. Поповы». Магазин Абрикосова находился на Кузнецком Мосту в пассаже Солодовникова.
Был в числе учредителей Московского купеческого общества взаимного кредита (1869 год), впоследствии — учредителем и председателем Совета Учётного банка (1880—1902).
Алексей Иванович и Агриппина Александровна похоронены на кладбище Ново-Алексеевского монастыря в Москве. В 1926 году монастырь был закрыт, а кладбище уничтожено.

### Благотворительность
Во время Крымской войны Абрикосов делал ежегодные 100-рублёвые пожертвования госпиталям и ополчению. Позднее стал членом комитета по оказанию помощи семьям убитых и раненных в войне с Турцией, в 1880 году вошёл в состав Совета Дома московского купеческого общества для бесплатных квартир. Служил старостой Успенского храма на Покровке.
Его супруга в конце 1889 года открыла бесплатный родильный приют и женскую больницу с «постоянными кроватями А. А. Абрикосовой» (на пять коек). Агриппина Александровна завещала городу 100 000 рублей на устройство родильного приюта; здание по проекту И. А. Иванова-Шица на Миусской площади на 51 койку было освящено в мае 1906 года (с добавлением городских средств, постройка обошлась в 206 000 рублей). По решению Московской городской управы новый родильный приют стал официально носить имя Агриппины Александровны Абрикосовой (1832—1901), после революции — переименован в роддом имени Н. К. Крупской, в 1994 году ему вернули имя основательницы.
В 1896 году на средства Алексея Абрикосова и мецената С. А. Корзинкина было завершено строительство кирпичного здания церковно-приходской школы при Ильинском храме в деревне Изварино. Сам же храм Илии Пророка был отстроен заново на деньги тех же Абрикосовых и Корзинкиных в 1904 году взамен обветшавшей Ильинской церкви.
- Родильный приют имени А. А. Абрикосовой, фото 1900-х годов
- Выставочный павильон «Товарищества А. И. Абрикосова Сыновей», 1912, Москва, арх. И. Е. Бондаренко

## Семья
Жена — Агриппина Александровна, урождённая Мусатова (1832—1901). Их дети:
- Сын — Николай (1850—1935), после смерти брата Алексея воспитывал его пятерых детей
- Дочь — Анна, в замужестве Шемякина (1851—1924), муж Фёдор Михайлович Шемякин; их сын художник М. Ф. Шемякин
- Сын — Александр (1852—1860)
- Сын — Иван (1853—1882), женат на Анне Дмитриевне, урождённой Арбузовой (1855—1882); их сыновья дипломат Д.И. Абрикосов и академик А. И. Абрикосов, внук нобелевский лауреат А. А. Абрикосов.
- Дочь — Александра, в замужестве Мальмберг (1854—1911), муж — Роман Романович Мальмберг (1849—1917)
- Сын — Сергей (1855—1876)
- Сын — Алексей (1856—1931), женат на Надежде Николаевне, урожденной Хлудовой (1862-1936), которая после развода в 1900 году вышла замуж за первого премьер-министра независимой Чехословакии Карела Крамаржа
- Дочь — Клавдия, в замужестве Заяицкая (1857 — около 1927), муж — Сергей Спиридонович Заяицкий (1850—1910), их сын писатель Сергей Сергеевич Заяицкий
- Сын — Владимир (1858—1922), сын В.В. Абрикосов (1880-1966) - священиик
- Дочь — Глафира (Эстель) (1860—1940) - невропатолог. Училась на Высших женских (Бестужевских) курсах в Санкт-Петербурге, затем продолжила образование в Дрездене. Жила во Франции, окончила медицинский факультет в Париже, защитила диссертацию по истории истерии в Средние века и получила степень доктора по невропатологии, имела обширную практику во Франции. в первом браке за Н. П. Тюрюковым, во втором за нобелевским лауреатом Шарлем Рише.М. В. Сабашников так описывает[4] отношения Глафиры и Шарля:

Женщина умная, деятельная, она в Париже — этих современных Афинах наук и искусств — нашла свое счастье с выдающимся парижским невропатологом, хорошо известным по его книгам и у нас в России. Надо перенестись в обстановку того времени, чтобы оценить, сколько независимости характера требовалось, чтобы решиться на это. Он уже был женат на француженке и брака своего не расторгал, почему их с Глафирой Алексеевной отношения никак не могли быть узаконены. Она сохраняла свою девичью фамилию, называла его «отец моих детей» и вообще в столь щекотливом положении проявляла много такта и умения жить.

- Сын — Георгий (1861—1922), был гласным Московской гордумы, а также директором правления Товарищества паровой столярной фабрики «Ф.М.Шемякин и К°» вместе с братом Алексеем Алексеевичем, женат на Марии Александровне, урождённой Шиловой (1866—1930); их сын зоолог Г. Г. Абрикосов
- Дочь — Варвара (1862—1862/63)
- Дочь — Агриппина, в замужестве Леман (1864—1942)
- Дочь — София, в замужестве Рахманова (1865—1948), муж — врач-акушер А. Н. Рахманов
- Дочь — Любовь, в замужестве Минакова (1866—1949), муж — судебный медик профессор П. А. Минаков
- Сын — Константин (1866—1866/68)
- Сын — Александр (1869—1937)
- Сын — Виктор (1870—1873?)
- Дочь — Вера, в замужестве Жемочкина (1873—1943), муж Николай Иванович Жемочкин
- Дочь — Надежда, в замужестве Ильина (1874—1951), первый муж — Николай Николаевич Ильин (?—1902), второй муж — Сергей Николаевич Васильев
- Дочь — Маргарита (1874—1877)
- Дочь — Екатерина, в замужестве Васильева (1878—1902), первая жена Сергея Николаевича Васильева, который после смерти Екатерины был женат на её старшей сестре Надежде

## Награды
В 1870 году причислен к сословию потомственных почётных граждан. В 1879 году получил звание коммерции советника. В последние годы жизни был награждён чином действительного статского советника, дававшим право потомственного дворянства. Из наград имел золотую медаль «За усердие» на Андреевской ленте (1876), ордена Св. Анны и Св. Станислава 2-й степени.